# Distrito de Kara-Suu
El distrito de Kara-Suu (en kirguís: Кара-суу району) es uno de los rayones (distrito) de la provincia de Osh en Kirguistán. En 2009 tiene 348 645 habitantes en un área de 3616 kilómetros cuadrados. Tiene como capital la ciudad de Kara-Suu.

## Subdivisiones
El distrito incluye la capital Kara-Suu y 16 comunidades rurales o aiyl okmotus. Las comunidades rurales de Kara-Suu son las siguientes:
1. Ak-Tash aiyl okmotu (capital Ak-Tash; otros pueblos: Jylkeldi y Barak)
2. Jangy-Aryk aiyl okmotu (capital Jangy-Aryk; otros pueblos: Ak-Terek, Pravda, Tash-Aryk y Uchkun)
3. Joosh aiyl okmotu (capital Bolshevik; otros pueblos: Agartuu, Gayrat, Zarbalik, Imeni Kalinina, Kommunizm, Kyzyl-Koshchu, Kyzyl-Saray, Madaniyat, Mamajan, Pitomnik y Ak-Jar)
4. Katta-Taldyk aiyl okmotu (capital Bash-Bulak; otros pueblos: Jangy-Turmush, Kara-Sögöt, Taldyk, Kichik, Kyzyl-Ordo, Sadyrbay, Eshme y Achy)
5. Kashgar-Kyshtak aiyl okmotu (capital Kashgar-Kyshtak; otros pueblos: Alga-Bas, Andijan-Makhalla, Bek-Jar, Jar-Ooz, Kenjegul, Tajik-Makhalla y Monok)
6. Kyzyl-Kyshtak aiyl okmotu (capital Kyzyl-Kyshtak; otros pueblos: Andijan, Bel-Kyshtak, Jangy-Kyshtak, Imeni Karla Marksa, Kommunist y Kyzyl-Bayrak)
7. Kyzyl-Suu aiyl okmotu (capital Chaychi; otros pueblos: Korgon, Alpordo y Talaa)
8. Mady aiyl okmotu (capital Kyrgyz-Chek; otros pueblos: Asanchek, Joosh, Kaarman, Laglan, Mady, Oktyabr, Sotsializm, Teeke, Uchkun y Chagyr)
9. Nariman aiyl okmotu (capital Nariman; otros pueblos: Alim-Töbö, Beshmoynok, VLKSM, Jangy-Makhalla, Jiydalik, Karatay, Osmon, Kurankol, Kyzyl-Mekhnat, Langar, Nurdar, Jim y Tajikabad)
10. Otuz-Adyr aiyl okmotu (capital Otuz-Adyr; otros pueblos: Kara-Döbö, Kyzyl-Abad, Kysh-Abad, Savay-Aryk, Furkhat, Yntymak y Jangy-Kyzyl-Suu)
11. Sary-Kolot aiyl okmotu (capital Sary-Kolot; otros pueblos: Ak-Kolot, Kurban-Kara, Sherali, Prisavay y Tynchtyk)
12. Papan aiyl okmotu (capital Papan; otros pueblos: Ak-Terek, Alchaly, Ata-Merek, Börü, Karagur, Kojo-Keleng, Kyzyl-Tuu y Toguz-Bulak)
13. Savay aiyl okmotu (capital Kyzyl-Shark; otros pueblos: Keng-Say, Kechken-Jar, Kurban-Kara, Kydyrsha, Oktyabr, Yntymak, Savay y Sultan-Abad)
14. Saray aiyl okmotu (capital Imeni Kirova; otros pueblos: Erkin, Prisavay, Kongurat, Imeni Telmana y Miyaly)
15. Tölöykön aiyl okmotu (capital Dyykan-Kyshtak; otros pueblos: Kyrgyzstan, Özgür, Tölöykön y Uchar)
16. Shark aiyl okmotu (capital Shark; otros pueblos: Tashtak, Imam-Ata, Madaniyat, Top-Terek y Furkat)